# Lynn Pride
Andrea Lynn Pride (Vero Beach, 16 ottobre 1978) è un'ex cestista statunitense, professionista nella WNBA.

## Carriera
È stata selezionata dalle Portland Fire al primo giro del Draft WNBA 2000 (7ª scelta assoluta).
Con gli Stati Uniti ha disputato i Giochi panamericani di Winnipeg 1999.